# Mats Gustafsson

Mats Olof Gustafsson est un saxophoniste de free jazz suédois, né en 1964 à Umeå, Suède. Il joue également de la clarinette et du Fender Rhodes. Son influence musicale principale est celle de Peter Brötzmann.

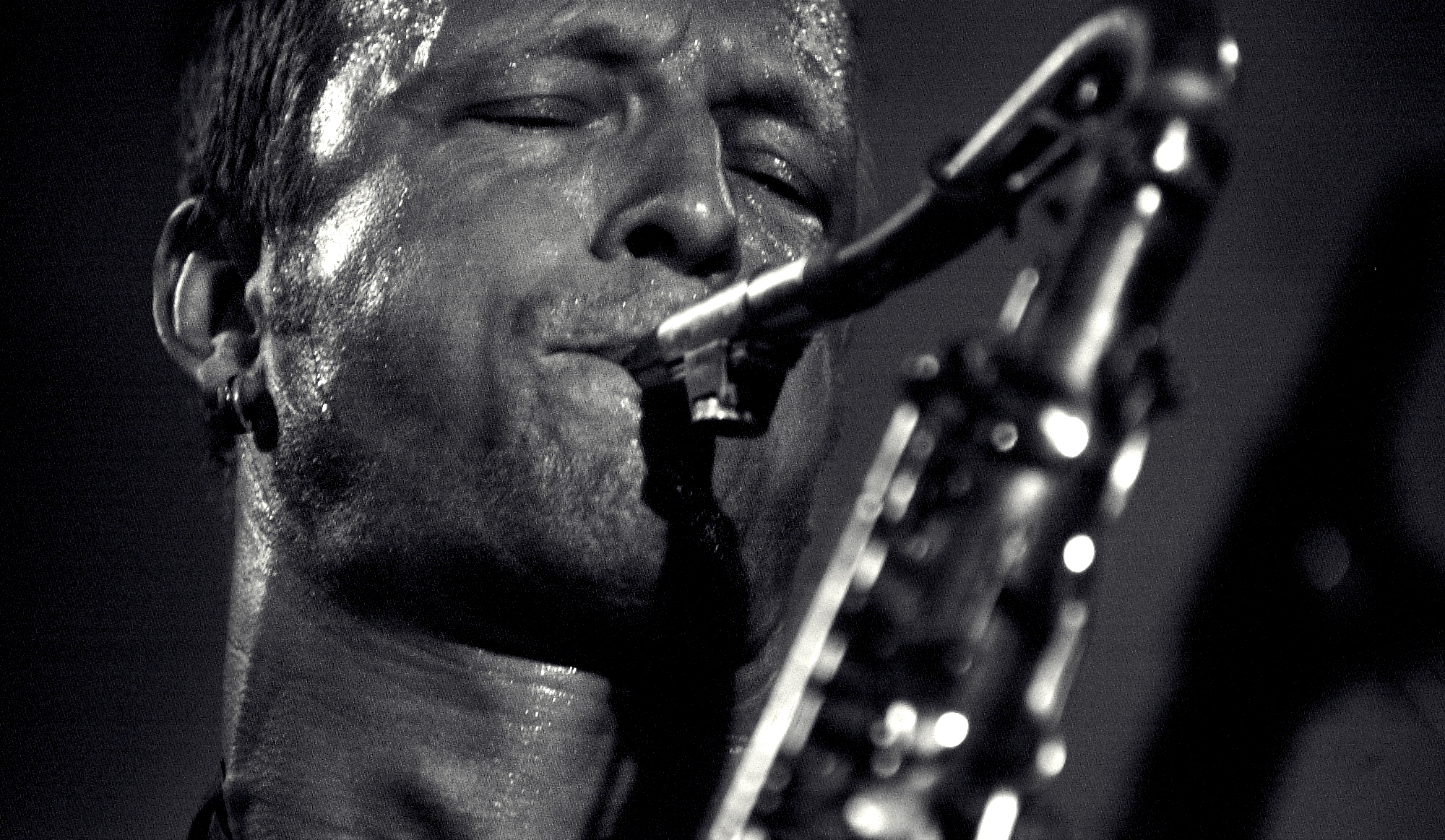
Mats Gustafsson Mats Gustafsson en 2005 à Kongsberg, Norway

Mats Gustafsson commence sa carrière en 1986 en duo avec Christian Munthe. Dès 1988, il joue en trio aux côtés de Sten Sandell et Raymond Strid au sein de Gush.

Mats Gustafsson est connu pour sa puissance de jeu. Il a collaboré avec des artistes tels que Gunter Christmann, Peter Brötzmann, Joe McPhee, Paul Lovens, Barry Guy, Derek Bailey, Hamid Drake, Michael Zerang, Ken Vandermark, Magnus Broo, Otomo Yoshihide, Jim O'Rourke, Thomas Lehn, Evan Parker, Misha Mengelberg, Zu, The Ex, Sonic Youth ou Merzbow.
Il joue également dans des projets plus rock au sein des groupes Fire! et The Thing.

## Prix et distinctions
- 2011 : Prix musical du conseil nordique